# Siphlophis leucocephalus
Siphlophis leucocephalus é uma espécie de serpente que foi descrita em 1863. S. leucocephalus está incluída no gênero Siphlophis da família Colubridae.
A IUCN classifica o seu estado de conservação global como pouco preocupante. Não há subespécies conhecidas.
É uma espécie endêmica do Brasil, ocorrendo nos estados da Bahia, Goiás e Minas Gerais.